# 山口県道23号光上関線
山口県道23号光上関線（やまぐちけんどう23ごう ひかりかみのせきせん）は、山口県光市と熊毛郡上関町を結ぶ県道（主要地方道）である。

## 概要
大きく迂回するルートをとっていた上関町道が県道23号へ編入され、自動車通行不能区間が解消された。
起点から山口県道22号光柳井線の交点までは山陽本線と併走している。

### 路線データ
- 起点：光市立野（立野橋西詰交差点＝山口県道8号徳山光線交点）
- 終点：熊毛郡上関町長島四代

## 歴史
- 1993年（平成5年）5月11日 - 建設省から、県道光上関線が光上関線として主要地方道に指定される[1]。
- 2020年（令和2年）11月14日 - 同日の午後8時に、長島と本州側とを結ぶ唯一の陸路の上関大橋で路面が損傷してできた段差に乗用車が衝突した。その後の調査で接続部分がずれているのが確認された。橋は上下線とも全面通行止めとなった[2](翌年3月26日午前5時に全面解除)。なお、この上関大橋は過去にも、2006年2月の調査にて長島側で鋼材の破断が見つかったことが発覚した。[3]

## 路線状況

### 重複区間
- 山口県道68号光日積線（光市岩田・岩田駅前交差点 - 光市三輪 - 三輪交差点）

### 道路施設
- 道の駅上関海峡（熊毛郡上関町）
- 上関大橋(全長約220メートル、1969年完成)

## 地理

### 通過する自治体
- 光市
- 熊毛郡
  - 田布施町
  - 平生町
  - 上関町

### 交差する道路
- 山口県道8号徳山光線（光市立野、立野橋西詰交差点、起点）
- 山口県道144号光玖珂線（光市立野）
- 山口県道159号束荷一ノ瀬線（光市束荷）
- 山口県道68号光日積線・山口県道161号岩田停車場線（光市岩田、岩田駅前交差点）
- 山口県道68号光日積線（光市三輪、三輪交差点）
- 山口県道162号石城山光線（熊毛郡田布施町宿井）
- 山口県道163号別府田布施停車場線（熊毛郡田布施町下田布施、田布施町砂田交差点）
- 山口県道22号光柳井線（熊毛郡田布施町下田布施、田布施町天神交差点）
- 国道188号（熊毛郡平生町平生町、角浜北交差点）
- 山口県道72号柳井上関線（熊毛郡上関町室津）

### 沿線
施設
- JR山陽本線 岩田駅
- 城南郵便局
- 光地区消防組合 東消防署
- 田布施町立田布施中学校
- 山口県立熊毛南高等学校
- 曽根地域交流センター
- 丸山海浜パーク
- 佐賀地域交流センター
- 上関郵便局
- 道の駅上関海峡
- 上関町中央公民館
- 上関町立図書館
- 上関町役場
- 上関町立上関中学校

名所・旧跡
- 石城山
- 皇座山